# Triangolo di Reuleaux

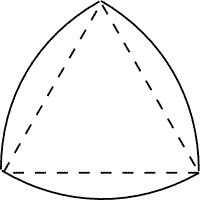
Il triangolo di Reuleaux è una curva ad ampiezza costante basata sul triangolo equilatero: tutti i punti del contorno sono equidistanti dal vertice opposto.

Un triangolo di Reuleaux rotante spazza un'area approssimativamente pari a quella di un quadrato.

Il triangolo di Reuleaux, il cui nome è dovuto a Franz Reuleaux, ingegnere tedesco del XIX secolo, è un esempio non banale di curva ad ampiezza costante, ovvero di curva piana e convessa contenuta tra due rette parallele a distanza fissata {\displaystyle d} e che toccano sempre la sua frontiera comunque siano ruotate (l'esempio banale è la circonferenza). Queste curve non sono da confondersi con quelle che si possono definire a diametro costante o equicordali.

## Costruzione
La costruzione di un triangolo di Reuleaux parte dalla costruzione di un triangolo equilatero, secondo la descrizione che Euclide fornisce nel suo trattato Elementi. Si parte tracciando un segmento di lunghezza arbitraria {\displaystyle R}; si punta quindi il compasso in uno dei due estremi del segmento e si traccia un arco di circonferenza di raggio {\displaystyle R;} si ripete lo stesso procedimento a partire dall'altro estremo del segmento; a questo punto i due archi si intersecano in un punto che costituisce il vertice del triangolo equilatero (e del triangolo di Reuleaux).
Si completa infine la costruzione puntando il compasso su tale vertice sempre con ampiezza {\displaystyle R} e tracciando l'arco di circonferenza mancante.

## Perimetro e area

### Perimetro
Un triangolo equilatero può essere pensato come un sesto di esagono regolare. Segue che un lato del triangolo di Reuleaux equivale ad un sesto di circonferenza avente raggio {\displaystyle R}. Quindi il suo perimetro è pari a tre sesti della misura della circonferenza di raggio {\displaystyle R}. Considerato che quest'ultima è pari a {\displaystyle 2\pi R}, il perimetro del triangolo di Reuleaux sarà {\displaystyle {\pi R}}.

### Area
L'area del triangolo di Reuleaux si calcola considerando che la figura è formata dal triangolo equilatero (tratteggiato nella rappresentazione grafica) e dalle tre rimanenti porzioni esterne. L'area di queste ultime si calcola ricorrendo alla precedente figura dell'esagono inscritto in una circonferenza: esse risultano pari a metà del cerchio meno l'area di tre triangoli equilateri.
Di conseguenza, l'area del triangolo di Releaux è pari a un mezzo dell'area del cerchio circoscritto all'esagono sottratta del doppio dell'area di un triangolo equilatero di lato {\displaystyle R}. Si ottiene dunque: {\displaystyle {R^{2} \over 2}(\pi -{\sqrt {3}})}.
Questa figura gode di una proprietà estremale: possiede la minor area tra tutte le possibili curve ad ampiezza costante.

## Utilizzi
- Sono comunemente utilizzate punte di trapano la cui forma è derivata da un triangolo di Reuleaux per realizzare fori approssimativamente quadrati mediante rotazione eccentrica[1][2].
- Le proprietà del triangolo di Reuleaux vengono sfruttate anche nel mondo della musica: molti plettri per suonare la chitarra, il basso, il mandolino e altri strumenti a corda hanno infatti la forma caratteristica di questo triangolo, con il vantaggio di poter essere usati indifferentemente su tutti gli angoli in quanto aventi pari ampiezza. Rispetto a quelli a forma circolare, questa particolarità conferisce a questi plettri il vantaggio di avere una "punta", utile per fare vibrare le corde più efficacemente ed ottenere un suono più pulito.
- Il triangolo di Reuleaux ricorda la sezione del rotore nel Motore Wankel i cui lati però sono più piatti e delineati da curve complesse invece che da archi di circonferenza.
- Nel 2015 la Panasonic ha introdotto sul mercato un aspirapolvere robotico a forma di triangolo di Reuleaux: tale design permette di aspirare la polvere anche negli angoli[3].
- L'azienda tedesca Zalando usa come logo un triangolo di Reuleaux arancione.